# Heimlichův manévr

Provedení Heimlichova manévru

Heimlichův manévr nebo také Heimlichův chvat je technika první pomoci, která slouží k uvolnění dýchacích cest ucpaných cizím předmětem. Je pojmenována po objeviteli této techniky, americkém lékaři Henrym Heimlichovi.

## Provedení
Používá se v případě, že je postižený při vědomí a není možné cizí předmět vyjmout ručně nebo intenzivním kašláním. Manévr by měl být proveden až poté, co byl dusící se člověk 3 až 5krát udeřen do zad mezi lopatky a nepomohlo mu to. Následně postiženého zezadu obejmeme tak, že jednu ruku sevřeme v oblasti nadbřišku v pěst a druhou přes ni položíme. Poté několikrát silně stiskneme nadbřišek dusícího se člověka směrem k bránici.
Chvat se neprovádí u těhotných žen a malých dětí.

## Historie
Heimlich vymyslel svou záchrannou techniku inspirován článkem z roku 1972 v The New York Times, kde se psalo, že ročně se ve Spojených státech udusí 3000 lidí. Nejdříve svůj chvat zkoušel na psovi. Ještě dříve, než byla tato technika uznána odborníky a ověřena vědeckým výzkumem, rozhodl se ji Heimlich intenzivně propagovat v médiích.
Od roku 1986 do roku 2005 byl Heimlichův chvat doporučován Americkou kardiologickou asociací a Americkým Červeným křížem jako jediný způsob pomoci lidem, kteří se dusí. Poté začal Americký Červený kříž v případě, že je postižený dusící se při vědomí, preferovat nejdříve pětkrát plácnutí do zad a až pak Heimlichovu techniku, způsob pomoci byl navíc přejmenován (v angličtině nyní abdominal thrusts)